# IShowSpeed
Даррен Воткінс-молодший (англ. Darren Watkins Jr.; нар. 21 січня 2005), більш відомий під псевдонімом IShowSpeed (або просто Speed) — американський стрімер та ютубер. Відомий своїми різноманітними прямими трансляціями, в яких він грає у відеоігри або подорожує до різних куточків світу. Його вважають культурним послом, адже під час візитів до різних країн він часто демонструє їхню культуру та винаходи як місцевій, так і міжнародній аудиторії. Також впізнаваний своєю часто шокуючою поведінкою під час стримів, що допомогло йому завоювати багато прихильників, а також поставило в центр численних суперечок.
Зареєстрував свій канал «IShowSpeed» у 2017 році, де розміщував переважно ігровий контент. З 2021 по 2022 рік набув значної популярності, частково завдяки поширенню вірусних кліпів з його прямих трансляцій у соціальних мережах. У 2022 році на 12-й церемонії вручення нагород Streamy Awards його назвали найкращим проривним стримером року.

## Біографія
Народився 21 січня 2005 року у Цинциннаті, штат Огайо.
Приєднався до YouTube у 2016 році, час від часу завантажуючи геймплей-відео. Приблизно в грудні 2017 року почав вести прямі трансляції та завантажувати відео з такими іграми, як NBA 2K і Fortnite, але в середньому відео збирали лише кількох глядачів. Згодом кількість його підписників зросла і до квітня 2021 року досягла 100 тисяч підписників, до червня 2021 року — 1 мільйона та до 10 мільйонів у липні 2022 року.

## Кар'єра

### 2021: Рання кар'єра та бан на Twitch
Став відомим у 2021 році після того, як його фанбаза почала публікувати відео в TikTok про його часто жорстоку поведінку під час прямих трансляцій щодо ігор, гравців і його камери, які набули популярності та стали мемами. Його спалахи гніву призвели до бану його каналу на платформі Twitch та акаунту у відеогрі Valorant. Вебсайт Kotaku описав Воткінса як «одного з найбільших і швидкозростаючих стримерів» на YouTube. Гра, яка значною мірою сприяла зростанню його популярності, — Talking Ben The Dog. Відео з цією грою принесли їй нову популярність, вона стала найбільш продаваною грою в App Store аж через десять років з моменту першого випуску.

### 2022–2023: Початкова популярність та різні суперечки
У липні 2022 року Воткінс запустив феєрверк у формі Пікачу в своїй спальні, ледь не спаливши її. У серпні 2022 року його побили під час прямої трансляції на YouTube, поліцейські одягли на Воткінса наручники, а його оператор був змушений припинити трансляцію. Воткінс стверджував, що його помістили у в'язницю, і що Адін Росс повинен був внести за нього заставу, дозволивши йому повернутися до трансляцій 11 серпня. Також у серпні 2022 року намагався шахраювати під час курсу «Сполучені Штати та глобальна економіка», який він проходив у Школі цифрового навчання Огайо, запитуючи у своїх глядачів відповіді на його вікторину. Натомість його глядачі скористалися можливістю пожартувати над ним і навмисно дати йому неправильні відповіді, в результаті чого він отримав 0/10 на тесті.
У вересні 2022 року зіграв у благодійному футбольному матчі Sidemen. Під час матчу розлютився на арбітра Марка Клаттенбурга через те, що його гол не був зарахований через офсайд. Він почав бити його футболкою, яку він зняв під час святкування голу, в результаті чого він отримав жовту картку. У листопаді 2022 року американський репер і співак Lil Nas X дебютував у прямому ефірі та з'явився на стрімі IShowSpeed.
У грудні 2022 року під час 12-ї церемонії вручення нагород Streamy Awards отримав нагороду у категорії «Breakout Streamer».
Протягом листопада та грудня 2022 року Воткінс відвідував різні футбольні стадіони, щоб спробувати подивитися на живу гру свого кумира, португальського футболіста Кріштіану Роналду. Воткінс їздив на Олд Траффорд, Крейвен-коттедж та інші стадіони в Катарі.
У травні 2023 року Воткінс оголосив, що підписав ексклюзивний контракт на стрімінг з платформою для обміну відео Rumble в співпраці з Каем Сінатом. Через місяць, після численних спроб, Воткінс зустрів Кріштіану Роналду на парковці стадіону Ештадіо да Луж у Лісабоні після перемоги Португалії з рахунком 3:0 над Боснією і Герцеговиною.
У серпні 2023 року він досяг 20 мільйонів підписників на своєму YouTube-аккаунті. 16 серпня, під час прямого ефіру, Воткінс стрибнув зі свого місця від несподіваного страхітливого моменту, граючи у Five Nights at Freddy's: Security Breach, і випадково показав свій пеніс 25 000 глядачів. Після цього він завершив і видалив трансляцію. Глядачі завантажили кліп з інцидентом у соцмережі, і термін «IShowMeat», що є посиланням на сленгове слово meat (пеніс), почав набирати популярність на Reddit і X. YouTube не наклав страйк на його канал чи не забанив його на платформі через випадковість інциденту. Пізніше, у грудні 2023 року, Воткінс провів бій з KSI в благодійному боксерському спарингу після річної суперечки, збираючи кошти для Фонду Ентоні Уокера.

### 2024–теперішній час: Контент про подорожі, стрімер року та подальший розвиток
23 лютого 2024 року Воткінс взяв участь у благодійному футбольному матчі «Match for Hope 2024», який відбувся на стадіоні Ахмад Бін Алі в Катарі. Він грав за команду Chunkz. Один із його моментів став вірусним, коли він зробив підкат на бразильського колишнього футболіста Каку.
Воткінс з'явився на другу ніч WWE WrestleMania XL 7 квітня 2024 року. Він був одягнений як пляшка Prime під час матчу за чемпіонство США WWE між чемпіоном Логаном Полом, Кевіном Овенсом і Ренді Ортоном. В одному з моментів Ортон вдарив його, а потім зробив РКО на коментаторський стіл. Пізніше, 29 квітня 2024 року, Воткінс з'явився в епізоді Raw, щоб оголосити вибір другого раунду для бренду Raw на WWE Draft 2024. Логан Пол оголосив вибір другого раунду для SmackDown.
29 травня 2024 року Воткінс відвідав щорічний фестиваль Куперсхільдський сирний слалом у Англії, під час якого отримав травму ноги, яку, за його словами, лікували в лікарні. У червні та липні 2024 року, під час Євро-2024, Воткінс подорожував Європою, і вже 2 червня досяг позначки у 25 мільйонів підписників на YouTube. 3 липня він відвідав Норвегію, де вів стрім із сувенірної крамниці. Взаємодіючи з великою групою фанатів з вікна другого поверху, він травмував щиколотку. Після того як охоронець вивів його з магазину, на Воткінса напала юрба, внаслідок чого він знову потрапив до лікарні. Його європейський тур став надзвичайно популярним, зібравши понад 2,5 мільярда переглядів у соціальних мережах.
Воткінс є прихильником Палестини, критиком Ізраїлю та регулярно вигукує «Free Palestine!» під час своїх ігрових стрімів. У червні 2024 року він пожертвував 50 000 доларів США до Palestine Relief Fund, фонду допомоги Палестині.
3 серпня 2024 року Воткінс виконав небезпечний трюк у прямому ефірі, під час якого стрибнув через два розкішні автомобілі, що рухались на великій швидкості в Маямі. 5 серпня стрім було видалено через порушення правил користування YouTube. У вересні 2024 року Воткінс вирушив у тур Південно-Східною Азією, відвідавши сім країн. Під час цього туру він перевищив 30 мільйонів підписників і набрав загалом 110 мільйонів переглядів. Один з його стрімів під назвою «IRL Stream in Indonesia» став історичним — це був перший випадок, коли англомовний стрімер зібрав один мільйон одночасних глядачів у прямому ефірі.
У листопаді 2024 року Воткінс програв показовий забіг на 50 метрів чемпіону Олімпійських ігор 2024 року з бігу на 100 метрів Ноа Лайлзу. Змагання організував і судив MrBeast. 22 листопада Воткінс розпочав тур Австралією та Новою Зеландією. 26 листопада було оголошено, що він стане президентом американської версії Baller League — футбольної ліги у форматі шість на шість. Пізніше того ж місяця він посів перше місце у рейтингу «25 найкращих стрімерів на даний момент» за версією Complex Networks.
У грудні 2024 року Воткінс був номінований і здобув перемогу в трьох категоріях на церемонії Streamer Awards 2024: «Get Off Your A** Award (Найкращий IRL-стрімер)», «Найкращий міжнародний стрімер» та «Стрімер року». Пізніше того ж місяця він також отримав нагороду «Найвпливовіший футбольний контент-креатор» на GOAL Champions Awards.
10 січня 2025 року Воткінс оголосив, що вирушає в тур Південною Америкою. 28 січня, під час свого візиту до Перу, він був оголошений почесним мером Ліми на одну годину мером міста Рафаелем Лопесом Аліагою, який також надав йому титул «посла Ліми».
1 лютого 2025 року Воткінс з'явився на WWE Royal Rumble, замінивши Акіру Тозаву, який не зміг взяти участь у матчі як восьмий учасник. Під час поєдинку Воткінс разом із Броном Брейккером вибив з рингу Отіса, але незабаром сам отримав спір від Брейккера. За межами рингу Отіс спіймав Воткінса, а потім кинув його через стіл коментаторів, таким чином остаточно усунувши його з матчу. Воткінс став наймолодшим учасником Royal Rumble, який не має контракту з WWE. На момент події йому було 20 років і 11 днів, що зробило його наймолодшим учасником в історії, випередивши Рене Дюпрі на 1 місяць і 1 день.
Пізніше, 14 лютого 2025 року, Воткінс взяв участь у «Match for Hope 2025», благодійному футбольному матчі, який відбувся на стадіоні 974 у Катарі. Він був співкапітаном команди Chunkz & IShowSpeed, яка змагалася проти команди AboFlah & KSI. Матч завершився перемогою команди AboFlah & KSI з рахунком 6–5. Захід зібрав понад 10,7 мільйона доларів США на благодійність.
5 березня 2025 року Воткінс з'явився в ефірі CBS Sports Golazo під час трансляції Ліги чемпіонів УЄФА. Пізніше, 8 березня 2025 року, він взяв участь у благодійному матчі Sidemen 2025, що відбувся на стадіоні Вемблі в Лондоні, Велика Британія. Будучи як капітаном, так і гравцем команди YouTube Allstars, він забив свій перший гол у серії благодійних матчів на 56-й хвилині, після двох попередніх матчів без голів. Згодом Воткінс приніс перемогу команді YouTube Allstars, реалізувавши вирішальний пенальті у серії післяматчевих ударів.
18 березня 2025 року Воткінс оголосив, що вирушає у тур материковим Китаєм та Монголією. Під час туру його хвалили як китайські державні ЗМІ, так і китайські інтернет-користувачі за «сприяння позитивним відносинам між Китаєм і США». На відміну від його стримів у материковому Китаї, трансляція в Гонконзі була хаотичною через надмірне скупчення людей і домагання з боку місцевих фанатів; його поїздка на метро спричинила пошкодження станції Тін Хау фанатами.

## Музична кар'єра
У серпні 2021 року Воткінс випустив свій перший сингл «Dooty Booty» на своєму YouTube-каналі. Після завантаження пісня швидко стала популярною на YouTube та інших соціальних мережах, таких як TikTok. У листопаді 2021 року Воткінс випустив сингл під назвою «Shake», який став семплом у «Ready or Not» від Fugees. Музичне відео на пісню отримало понад 160 мільйонів переглядів на YouTube.
У червні 2022 року він випустив пісню під назвою «Ronaldo (Sewey)», після свого нового захоплення Кріштіану Роналду. У листопаді 2022 року випустив сингл під назвою «World Cup» на лейблі Warner Records на честь Чемпіонату світу з футболу 2022 року. 7 липня 2023 року Воткінс став несподіваним гостем фестивалю Rolling Loud 2023 у Португалії та виконав пісні «Shake», «World Cup» і «Portuginies» за підтримки американського репера Ski Mask the Slump God і продюсера DJ Scheme.
У березні 2024 року Воткінс випустив свій перший мініальбом Trip 2 Brazil.

## Скандали
У грудні 2021 року Воткінс взяв участь у прямому ефірі Twitch «e-dating», який веде Адін Росс. Суперечка між Воткінсом та іншою учасницею, Еш Кеш, інстаграм-моделлю, переросла у те, що багато хто сприйняв це як погрозу зґвалтування. Воткінс був другим учасником, який вибув, і незабаром після завершення гри він знову приєднався до дзвінка в Discord і почав сексуально домагатися до Кеш, неодноразово її принижуючи. Воткінса знову вигнали з розмови, а Росс вибачився перед Кеш за цю поведінку. Пізніше Воткінс був заблокований у Twitch. Відповідно до його публікації у Twitter, Воткінса заблокували за «сексуальний примус або залякування».
У квітні 2022 року з'явився старе відео, на якому Воткінс грає з Valorant у прямому ефірі. У кліпі він каже жінці-гравчині: «Відійди від довбаної гри та мий посуд свого чоловіка». Це призвело до того, що один із продюсерів гри, Сара Дадафшар, назавжди заборонила Воткінсу грати у Valorant та у всі інші ігри Riot Games. Голова глобального відділу YouTube з роботи з розробниками ігор Лестер Чен відповів на відео, сказавши, що він «займається цим». Воткінс незабаром вибачився за свою поведінку, визнав, що вона була «неправильною», і пояснив, що отримував расистські коментарі від інших гравців того дня.
У липні 2022 року Воткінс отримав попередження щодо правил спільноти, а також 1-тижневу заборону на YouTube після прямої трансляції, де для його персонажу був зроблений мінет у моді під назвою «Jenny's Mod» у грі Minecraft для понад 90 000 його глядачів. Спочатку він цензурував екран, коли це відбувалося, але випадково скасував цензуру, показуючи, як він виражає сексуальну активність. Пізніше Воткінс підтвердив отримання страйку на YouTube та заявив, що не повернеться на платформу.
У листопаді 2022 року Sky Sports оголосила, що припинить показувати його на своїй платформі після його минулих жінконенависницьких і зневажливих коментарів. Платформа також видалила весь контент із зображенням Воткінса. Також у листопаді 2022 року глядачі Воткінса звинуватили його в просуванні ймовірного шахрайства з криптовалютою під час рекламного стріму, де він був одягнений у фірмовий одяг із відеогри відкритого світу, орієнтованої на криптовалюту.
У грудні 2022 року Воткінс викликав суперечки через свою поведінку щодо китайського глядача Чемпіонату світу з футболу 2022 року в Катарі, яку багато хто сприйняв як расистську. Під час прямого ефіру він підійшов до чоловіка в аргентинському топі, щоб запитати його. Помітно збентежений, чоловік уточнив, що він не розмовляє англійською, що спонукало Воткінса почати кілька разів сказати «Konnichiwa», японське вітання, і почати вимовляти звуки, що нагадують кантонську та мандаринську мови. Коли ролик прямої трансляції почав циркулювати в Інтернеті, він опублікував відео з вибаченнями на своєму акаунті в Twitter.

## Дискографія

### Міні-альбоми
| Назва         | Деталі                                                                                      |
| ------------- | ------------------------------------------------------------------------------------------- |
| Trip 2 Brazil | - Видання: 24 березня 2024 - Лейбл: Warner Records - Формат: цифрове завантаження, стриминг |

### Singles
| Назва                           | Рік  | Пікова позиція в чартах | Пікова позиція в чартах | Пікова позиція в чартах | Пікова позиція в чартах | Пікова позиція в чартах | Альбом               |
| Назва                           | Рік  | IRE                     | NLD Tip                 | NZ Hot                  | SWE Heat.               | UK                      | Альбом               |
| ------------------------------- | ---- | ----------------------- | ----------------------- | ----------------------- | ----------------------- | ----------------------- | -------------------- |
| «Dooty Booty»                   | 2021 | —                       | —                       | —                       | —                       | —                       | Сингли поза альбомом |
| «Shake»                         | 2021 | —                       | —                       | —                       | —                       | —                       | Сингли поза альбомом |
| «God Is Good»                   | 2022 | —                       | —                       | —                       | —                       | —                       | Сингли поза альбомом |
| «Ronaldo (Sewey)»               | 2022 | —                       | —                       | —                       | —                       | —                       | Сингли поза альбомом |
| «World Cup»                     | 2022 | 37                      | 1                       | 29                      | 6                       | 52                      | Сингли поза альбомом |
| «Dogs» (feat. Кай Сінат)        | 2023 | —                       | —                       | —                       | —                       | —                       | Сингли поза альбомом |
| «Portuginies»                   | 2023 | —                       | —                       | —                       | —                       | —                       | Сингли поза альбомом |
| «Come My Way»                   | 2023 | —                       | —                       | —                       | —                       | —                       | Сингли поза альбомом |
| «Monkey»                        | 2024 | —                       | —                       | —                       | —                       | —                       | Сингли поза альбомом |
| «Amar de» (feat. Kevin O Chris) | 2024 | —                       | —                       | —                       | —                       | —                       | Сингли поза альбомом |

## Фільмографія
| Рік  | Назва             | Роль     | Нотатки               | Пос.    |
| ---- | ----------------- | -------- | --------------------- | ------- |
| 2024 | The Sidemen Story | Сам себе | Документальний; Камео | [ 103 ] |

| Рік  | Назва                     | Роль     | Нотатки                             | Пос.    |
| ---- | ------------------------- | -------- | ----------------------------------- | ------- |
| 2024 | WrestleMania XL           | Сам себе | замаскований під пляшку напою Prime | [ 104 ] |
| 2024 | WWE Monday Night RAW      | Сам себе | 32 сезон; 18 серія                  | [ 105 ] |
| 2025 | Royal Rumble:Indianapolis | Сам себе | 8-мий учасник                       | [ 106 ] |
| 2025 | CBS Sports Golazo         | Сам себе | —                                   | [ 107 ] |

| Рік  | Назва       | Виконавець             | Роль     | Пос.    |
| ---- | ----------- | ---------------------- | -------- | ------- |
| 2022 | «Let's Go»  | Tion Wayne feat. Aitch | Сам себе | [ 108 ] |
| 2022 | «Don't Lie» | A1 x J1 feat. Nemzzz   | Сам себе | [ 109 ] |

## Нагороди та номінації
| Рік  | Церемонія             | Категорія                                                                         | Результат | Пос.    |
| ---- | --------------------- | --------------------------------------------------------------------------------- | --------- | ------- |
| 2022 | Streamy Awards        | Streamer of the Year (укр. Стример року)                                          | Номінація | [ 110 ] |
| 2022 | Streamy Awards        | Breakout Streamer (укр. Проривний стример)                                        | Перемога  | [ 110 ] |
| 2023 | Streamy Awards        | Streamer of the Year (укр. Стример року)                                          | Номінація | [ 111 ] |
| 2023 | Streamy Awards        | Variety Streamer (укр. Варіативний стример)                                       | Перемога  | [ 111 ] |
| 2024 | The Streamer Awards   | Best IRL Streamer (укр. Найкращий IRL стример)                                    | Перемога  | [ 112 ] |
| 2024 | The Streamer Awards   | Best International Streamer (укр. Найкращий міжнародний стример)                  | Перемога  | [ 112 ] |
| 2024 | The Streamer Awards   | Streamer of the Year (укр. Стример року)                                          | Перемога  | [ 112 ] |
| 2024 | GOAL Champions Awards | Most Influential Soccer Creator (укр. Найвпливовіший творець контенту про футбол) | Перемога  | [ 113 ] |